# Perilitus aemulus
Perilitus aemulus är en stekelart som först beskrevs av Johannes Friedrich Ruthe 1856.  Perilitus aemulus ingår i släktet Perilitus och familjen bracksteklar. Inga underarter finns listade i Catalogue of Life.